# Autonoe megacheir
Autonoe megacheir is een vlokreeftensoort uit de familie van de Aoridae. De wetenschappelijke naam van de soort werd in 1879 voor het eerst geldig gepubliceerd door Georg Ossian Sars.